# 대한민국의 대통령 취임 선서
대한민국의 대통령 취임 선서는 대한민국 헌법 제69조에 의해 대한민국 대통령이 취임 전 하는 선서이다.

## 법적 정의
대한민국 헌법 제69조는 대한민국 대통령의 취임선서를 다음과 같이 규정하고 있다.
대통령은 취임에 즈음하여 다음의 선서를 한다. "나는 헌법을 준수하고 국가를 보위하며 조국의 평화적 통일과 국민의 자유와 복리의 증진 및 민족문화의 창달에 노력하여 대통령으로서의 직책을 성실히 수행할 것을 국민 앞에 엄숙히 선서합니다."